# Шумахер, Фридрих (геолог)
Фридрих Шумахер (нем. Friedrich Schumacher; 20 мая 1884, Шпайхинген — 5 сентября 1975, Оттобойрен) — немецкий геолог, минералог, профессор и ректор Фрайбергской горной академии, директор геологического института академии (до 1947); с 1946 года являлся членом академии Леопольдина. Был преподавателем Минералогического института Боннского университета (1952), работал в Стамбульском университете в 1954—1955 годах. 11 ноября 1933 года был среди более девяти сотен учёных и преподавателей немецких университетов и вузов, подписавших «Заявление профессоров о поддержке Адольфа Гитлера и национал-социалистического государства».

## Биография
Фридрих Шумахер родился 20 мая 1884 года в немецком городе Шпайхинген на территории Вюртемберга. С 1893 по 1902 год Фридрих учился в латинской школе Шпайхингена, а затем в гимназии Ротвайля. В 1902—1905 изучал гражданское строительство в Штутгартском университете. В 1905—1908 годы учился в Фрайбергской горной академии. В 1910 году получил диплом горного инженера, а также звание доктора технических наук. В 1910—1912 годы работал на месторождениях свинцово-цинковых руд в Шварцвальде. С апреля 1913 года работал заместителем начальника золотого рудника Секенке на территории бывшей Германской Восточной Африки (сейчас территория Танзании). После начала Первой мировой войны шахту пришлось закрыть. Губернатор Генрих Шнее поручил Шумахеру открыть монетный двор в Таборе, выпускавший деньги для нужд колониальной армии. Во время войны Фридрих Шумахер был захвачен в плен бельгийскими войсками и вынужден был совершить путешествие на запад к устью Конго. 1 апреля 1920 года Шумахер был назначен профессором геологии Фрайбургской горной академии. Он исследовал различные рудные месторождения Саксонии. Шумахер совершил поездки за границу побывав в Испании, Португалии, Италии, Югославии, Румынии, Греции, Турции, а также посетил в Южную Африку и США. В 1928 году был одним из соавторов переработанной книги «Deremetallica». В Фрайбургской горной академии Шумахер создал геологическую коллекцию, состоявшую из более чем 1000 экспонатов привезенных из разных стран. С 1933 по 1935 был ректором горной академии
До 1947 года Фридрих Шумахер был директором геологического института горной академии. В 1945—1947 годы работал по научно-исследовательской работе советского технического бюро цветных металлов. В 1947 году приказ правительства земли Саксония увольнявший Шумахера, но ректор академии Герхард Гюсс продолжал использовать. В 1947—1950 годы Шумахер работал главным геологом в районе «Трепча» в Югославии. А затем стал профессором Белградского университета. В 1952 году Боннский университет присвоил ему профессорское звание. С 1952 по 1954 год Шумахер преподавал в Стамбульском университете. В 1958 году он в качестве профессора Боннского университета вышел на пенсию. 5 сентября 1975 года Фридрих Шкмахер умер.

## Работы
- Übersicht über die nutzbaren Bodenschätze Spaniens — Leipzig : C. L. Hirschfeld, 1926.
- Die nutzbaren Minerallagerstätten von Deutsch-Ostafrika — Berlin : de Gruyter, 1941.
- Maden yataklari bilgisinin esaslari — İstanbul : Berksoy Matbaasi, 1963, 2. baski.